# Strongylopus hymenopus
Strongylopus hymenopus és una espècie de granota que viu a Lesotho i Sud-àfrica.